# Josh A. Cassada
Josh Aaron Cassada (* 18. Juli 1973 in San Diego, Kalifornien) ist ein US-amerikanischer Physiker, Pilot und ehemaliger Astronaut.

## Kindheit, Schule und Studium
Cassada wuchs in White Bear Lake auf. Er besuchte das Albion College in Albion im Calhoun County (Michigan). Dies schloss er 1995 mit einem Bachelor in Physik ab. Er studierte Physik an der University of Rochester, wo er 1997 seinen Master machte und im Jahr 2000 promovierte. Er spezialisierte sich auf Hochenergiephysik und forschte am Fermi National Accelerator Laboratory.

## Beruf
Nach seiner Promotion schloss sich Cassada dem Militär an. Er ging zur United States Navy, wo er bis 2001 zum Piloten ausgebildet wurde. 2002 wurde er Lockheed-P-3-Pilot bei der Patrol Squadron Eight (VP-8) in der Naval Air Station Brunswick. Cassada wurde als Pilot im Irakkrieg und bei der Operation Enduring Freedom eingesetzt. Er flog Einsätze zur humanitären Hilfe beim Erdbeben im Indischen Ozean 2004. 2006 schloss er die United States Naval Test Pilot School ab und arbeitete als Testpilot mit der Lockheed P-3 und der Boeing P-8 auf der Naval Air Station Patuxent River. Außerdem war er Fluglehrer für Testpiloten an der Northrop T-38 und der Beechcraft T-6.
Cassada arbeitete für die Defense Contract Management Agency (DCMA) bei Boeing in Seattle. Hier beaufsichtigte er den Betrieb und die Verträge betreffend Boeing KC-46, Boeing E-3 und das Programm des United States Marine Corps für unbemannte Luftfahrzeuge (Drohnen). Cassada absolvierte mehr als 4000 Flugstunden in über 40 verschiedenen Flugzeugen und 23 Kampfeinsätzen.
Außerhalb des Militärs gründete er mit zwei seiner Klassenkameraden vom Albion College die Firma Quantum Opus, Hersteller von supraleitenden Instrumenten.

## Astronautentätigkeit

### Ausbildung
2013 wurde Cassada für das Weltraumtraining ausgewählt und schloss sich der NASA-Astronauten-Gruppe 21 an. Zusammen mit dieser Gruppe absolvierte er ein zweijähriges Training bis 2015.

### Tätigkeit für die NASA
Cassada arbeitete als Capsule Communicator mit der Internationalen Raumstation (ISS). Außerdem nahm er an der Entwicklung des Orion-Raumschiffes und des Commercial Crew Programs teil.

### Auswahl zum Weltraumflug
2018 wurde Cassada für die Teilnahme an der Mission Boeing Starliner-1 und dem Flug mit dem CST-100 Starliner zur ISS ausgewählt. Da dieses Unternehmen sich aber aufgrund von technischen Schwierigkeiten immer noch auf unbestimmte Zeit verzögert, wechselte Cassada zur SpaceX Crew-5.

### SpaceX Crew-5, ISS-Expedition 68
Am 5. Oktober 2022 flog Cassada zusammen mit Anna Kikina, Nicole Mann und Koichi Wakata mit der Dragon 2 zur ISS. Das Raumschiff dockte 29 Stunden später am 6. Oktober um 5:01 pm EDT (21:01 UTC, 23:01 Mitteleuropäische Sommerzeit) an der ISS an. Die Besatzungsmitglieder schlossen sich dort der ISS-Expedition 68 an.
Cassada kehrte am 12. März 2023 planmäßig mit den anderen Besatzungsmitgliedern der SpaceX Crew-5 zur Erde zurück. Zum 1. Oktober 2024 schied er aus dem aktiven Astronautenkorps aus.

## Auszeichnungen und Ehrungen
Cassada erhielt die Defense Meritorious Service Medal, die Navy & Marine Corps Achievement Medal, die Navy and Marine Corps Medal und verschiedene andere Medaillen und Auszeichnungen des United States Department of the Navy.

## Familie
Cassada ist verheiratet und hat zwei Kinder.